# IMT-2000
Unter dem Namen "IMT-2000" (International Mobile Telecommunications-2000) wurden in den späten 1980er Jahren die Anforderungen der ITU-R (Radiokommunikationssektor der International Telecommunications Union) an ein Mobilfunksystem der dritten Generation (3G-Mobilfunksystem) zusammengefasst. Erfüllt wurden diese Anforderungen von den drei Standards UMTS, CDMA2000 und UWC-136. IMT-2000 ging aus dem Standard "Future Public Land Mobile Telecommunication System" (FPLMTS) hervor.
IMT-2000 ist eine Anforderungsliste aus ITU-Empfehlungen des M-Bereichs (Mobilfunkdienste). Genauer gesagt:
- M.816-1 Rahmenwerk für (Mobilfunk)Dienste
  - M.817 IMT-2000 Netzwerkarchitektur
  - M.818-1 Satelliten in IMT-2000
- M.819-2 IMT-2000 für Entwicklungsländer
- M.687-2 IMT-2000 Konzepte und Ziele
- M.1034-1 Anforderungen an die Luftschnittstellen
- M.1035 Rahmenwerk für Luftschnittstellen und Funktionen
- M.1036 Frequenzspektrum
- M.1078 Sicherheit in IMT-2000
- M.1079 Sprache/Daten im Sprachband
- M.1167 Rahmenwerk für Satelliten
- M.1168 Rahmenwerk für das Management
- M.1223 Evaluation von Sicherheitsmechanismen
- M.1224 Vokabular für IMT-2000
- M.1225 Evaluation der Übertragungstechniken